# Centre d'évaluation, de sélection et d'implantation
Le Centre d'évaluation, de sélection et d’implantation (en turc Ölçme, Seçme ve Yerleştirme Merkezi), abrégé ÖSYM, est une association d’État interuniversitaire turque fondée en 1974 dont la mission est d'organiser la répartition dans les parcours de l’enseignement supérieur turc des candidats postulants ayant atteint le meilleur niveau selon leur classement à l’issue d'un concours. Le centre est situé à Ankara.